# Onthophagus nasonis
Onthophagus nasonis là một loài bọ cánh cứng trong họ Bọ hung (Scarabaeidae).